# Comuna Cerepîn, Tetiiv
Cerepîn (în ucraineană Черепин) este o comună în raionul Tetiiv, regiunea Kiev, Ucraina, formată din satele Cerepîn (reședința), Cerepînka și Hrîhorivka.

## Demografie
Componența lingvistică a comunei Cerepîn
     Ucraineană (98,89%)
     Alte limbi (0,92%)
Conform recensământului din 2001, majoritatea populației comunei Cerepîn era vorbitoare de ucraineană (98,89%), existând în minoritate și vorbitori de alte limbi.